# USS Coffmann (DE-191)
«Коффман» (англ. USS Coffmann (DE-191) — військовий корабель, ескортний міноносець типу «Кеннон» військово-морських сил США за часів Другої світової війни.
«Коффман» був закладений 9 вересня 1943 року на верфі компанії Federal Shipbuilding and Drydock Company у Ньюарку у штаті Нью-Джерсі, де 28 листопада 1943 року корабель був спущений на воду. 27 грудня 1943 року він увійшов до складу ВМС США.
Ескортний міноносець «Коффман» брав участь у бойових діях на морі в Другій світовій війні, супроводжував транспортні конвої союзників в Атлантиці. За час війни брав участь у затопленні у взаємодії з іншими протичовновими кораблями німецького підводного човна U-879.
За бойові заслуги, проявлену мужність та стійкість екіпажу в боях «Коффман» удостоєний бойової зірки, нашивки за участь у бойових діях, медалей «За Європейсько-Африкансько-Близькосхідну», «За Американську кампанії» і Перемоги у Другій світовій війні.

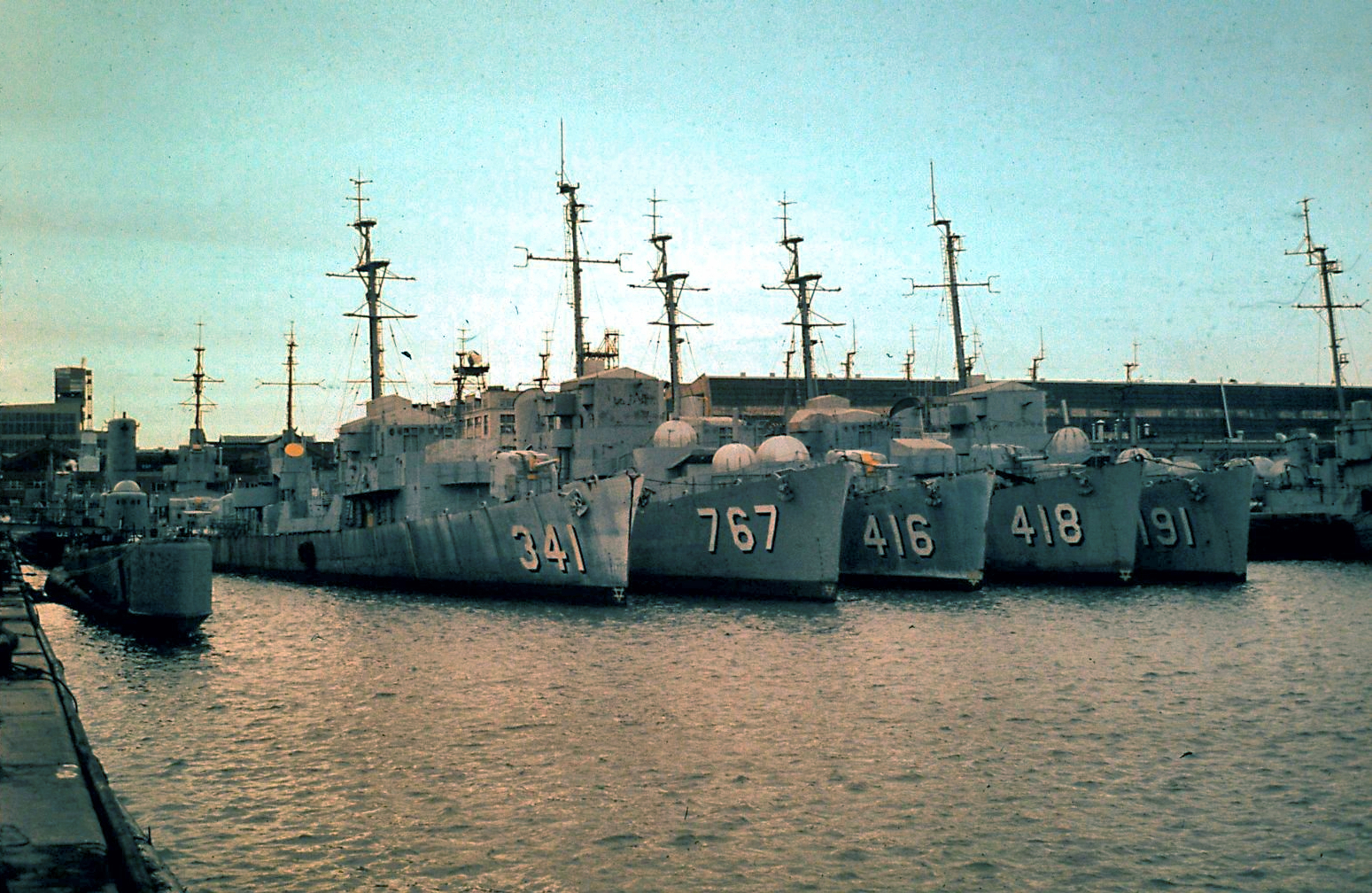
Американські ескортні міноносці «Реймонд», «Освальд», «Мелвін Наумен», «Таберер» і «Коффман» на збереженні верфі Philadelphia Naval Shipyard. 1973

## Історія служби
30 квітня 1945 року німецький U-879 потоплений східніше мису Гаттерас глибинними бомбами американських патрульного фрегата «Начез» та есмінців «Коффман», «Боствік» та «Томас».